# Tomasiewiczówka
Tomasiewiczówka – część wsi Bronina w Polsce, położona w województwie świętokrzyskim, w powiecie buskim, w gminie Busko-Zdrój.
W latach 1975–1998 Tomasiewiczówka administracyjnie należała do województwa kieleckiego.